# Babilonski viseči vrtovi
Babilonski viseči vrtovi so bili eno od sedmih čudes antičnega sveta in edino, katerega lokacija še ni bila dokončno dokazana.
Navadno pravijo, da so bili zgrajeni v starodavnem mestu Babilon, v bližini današnjega Hillah, provinca Babil v Iraku. Babilonski duhovnik Berossus je zapisal približno 290 pred našim štetjem in ga je kasneje citiral Josephus, pripisuje vrtove Novobabilonskemu kralju Nebukadnezarju II., ki je vladal med letoma 605 in 562 pred našim štetjem. Ni veljavnega babilonskega besedila, ki bi omenjalo vrtove in nobenih dokončnih arheoloških dokazov, da je bilo to v Babilonu. 
Ena legenda pravi, da je viseče vrtove Babilona ustvaril cesar Nebukadnezar II., babilonski kralj, za svojo perzijsko ženo, kraljico Amytis, da bi pozabila na zelene hribe in doline domovine. Nebukadnezar II. je zgradil tudi veličastno palačo, ki je znana tudi kot "Čudo človeštva" (Al A'akheed vach altira'av chad).
Zaradi pomanjkanja dokazov je bilo predlagano, da so viseči vrtovi zgolj legendarni in jih najdemo v starih grških in rimskih zapisih piscev Strabona, Diodor Sicilskega in Quintus Curtiusov Rufusa. Ti opisi predstavljajo romantični ideal Vzhodnega rajskega vrta. Če so zares obstajali, so bili uničeni nekje po prvem stoletju našega štetja. 
Druga možnost je, da so izvirni vrtovi, ki so bili dobro dokumentirani tisti, ki jih je zgradil asirski kralj Sanherib (704-681 pred našim štetjem) v svoji prestolnici Ninive ob reki Tigris v bližini modernega mesta Mosul. 

## Starodavna besedila
V starih spisih je Babilonske viseče vrtove prvi opisal Berossus, babilonski duhovnik boga Marduka okoli leta 290 pred našim štetjem, čeprav so njegove knjige znane le iz od kasnejših avtorjev (npr. Jožef Flavij). Obstaja pet glavnih piscev (vključno z Berossusom), katerih opisi Babilona so se v neki obliki ohranili do danes. Ti pisci se ukvarjajo z velikostjo Visečih vrtov, zakaj in kako so bili zgrajeni in kako so vrtove namakali.
Jožef Flavij (ca. 37-100 n. št.) je citiral Berossusa, ko je opisal vrtove. [ 7] Berossus je opisal vladavino Nebukadnezarja II. in je edini pisec, ki je nakazal, da je kralj zgradil Viseče vrtove. 
 V tej palači je postavil zelo visoke sprehajalne poti podprte s kamnitimi stebri in zasajene z rastlinjem, kar je imenoval viseči paradiž in jo obnavljal z vsemi vrstami dreves v upanju, da natančno spominjajo na gorske države. To je storil, da bi zadovoljil svojo kraljico, ker je bila ona vzgajana v takih krajih in navdušena nad gorsko pokrajino. 
Diodor Sicilski (aktiven okoli 60-30 pr. n. št.)  naj bi se zgledoval pri besedilih iz zgodnjega 4. stoletja pred našim štetjem pisca  Ktezija in njegovega opisa Visečih vrtov. 
Slišati je bilo tudi, da so zraven akropole Viseči vrtovi, kot se imenujejo, ki so bili zgrajeni ne od Semiramide, ampak pozneje od sirskega kralja, da bi ustregel eni od njegovih priležnic, ona, pravijo, da je bila perzijskega rodu in naj bi hrepenela po travnikih v njenih gorah in je prosila kralja, naj jih posnema, skozi umetno zasajen vrt, značilno krajino Perzije. Park je razširil za štiri plethrone (starodavna mera in je enako 100 grških čevljev (pous / ποῦς) - je približno tipična širina atletske tekaške steze) na vsaki strani  in izvedel poševni pristop na kot brežino in več delov konstrukcije zgradil eno nad drugo kot terase, kar je dalo videz podoben tistemu iz gledališča. Ko so bile zgrajene nadstropne terase, so bile zgrajene galerije in zasajene kot vrt eno nad drugo do najvišje galerije, ki je bila petdeset komolcev visoko, kar je ustvarilo največjo površino parka, in je bil obdal s krožnim parapetom. Poleg tega so bili zidovi, ki so bili zgrajeni z visokimi stroški, dvaindvajset čevljev debeli, medtem ko je bil prehod poti med zidovoma deset čevljev širok. Streha nad zidovoma je imela prvo plast trstike, zvezane z veliko količino bitumna, čez to dva sloja žgane opeke vezane s cementom  in kot tretja plast obloga iz svinca na koncu, da vlaga iz tal morda ne bi prodrla pod. Na vse to je bila spet nakopičena zemlja dovolj na debelo za korenine največjih dreves, tla so bila gosto posajena z drevesi vseh vrst, ki bi lahko po svoji velikosti ali drugih čarih dajala veselje gledalcu. Ker so galerije stale zamaknjeno druga nad drugo, so vse prejemale svetlobo. Vsebovale so številne kraljeve prostore različnih vsebin. Ena galerija je vsebovala odprtine, ki so vodile iz najvišjega nivoja in stroje ter opremo za oskrbo vrtov z vodo, stroje za dvig vode v velikih količinah iz reke, čeprav pa nihče ni mogel od zunaj videti je zadeva delovala. Ta park, kot sem že dejal, je bil kasneje zgrajen. 
Kvint Kurcij Ruf (Quintus Curtius Rufus) (aktiven v 1. st. n. št.)  iz pisanja Klitarha, ki je bil v 4. stoletju pred našim štetjem zgodovinar Aleksandra Velikega, ko je pisal svojo lastno zgodovino Aleksandra Velikega:
Babilonci so imeli tudi citadelo dvajset nivojev na obodu. Temelji vsakega stolpiča so potonili trideset čevljev v tla in utrdba se je dvigala osemdeset čevljev nad njo na najvišji točki. Na vrhu so viseči vrtovi, znamenito čudo kot so rekli Grki. Bili so tako visoki, kot najvišji zid in dolgujejo svoj čar senci številnih visokih dreves. Stolpi, ki podpirajo celotno zgradbo so zgrajeni iz kamna in na njih je ravna površina iz kvadratnega kamna dovolj močnega, da nosi globoko plast zemlje in vodo, ki se uporablja za namakanje. Kako krepka so drevesa ki so podpirala strukturo, da so njihova debla osem komolcev debela in je njihova višina petdeset čevljev;  obrodila so sadove tako obilno, kot če bi rastla v svojem naravnem okolju. In čeprav je čas s svojimi postopnimi propadajočimi procesi uničil del človekove narave, pa je ta stavba preživela nepoškodovana, kljub temu, da je bila izpostavljena pritisku toliko drevesnih korenin in teže tako velikega gozda. Konstrukcija zidov je dvajset čevljev debela z enajstimi intervali, tako da od daleč daje vtis visečega gozda kot na pravi gori. Menijo, da je delo sirskega kralja, ki je vladal iz Babilona. Gradil jih je so iz ljubezni do svoje žene, ki je pogrešala gozdove v tej ravninski državi in je prepričala svojega moža, da posnema lepoto narave s strukturo te vrste.
Strabo (okoli 64 pr. n. št. – 21 n. št.) opisuje Viseče vrtove na osnovi izgubljenega zapisa Onesikrita iz 4. stoletja pred našim štetjem:
Babilon leži v ravnini; njegovo krožno zidovje je 385 stadijev. Debelina sten je dvaintrideset čevljev; višina med stolpi je petdeset komolcev; stolpov je šestdeset komolcev; prehod na vrhu zidu je takšen, da se lahko voza s štirivprego enostavno srečata; na ta račun so ti viseči vrtovi imenovani kot eno izmed sedmih čudes sveta. Vrt je štirikotne oblike, vsaka stran je štiri plethrone dolga. Sestoji iz obokov, ki se nahajajo eden nad drugim na razgibanih, kockastih temeljih. Temelji, ki so votli, so tako globoko v zemlji, kot največja drevesa, ki so bila zgrajena iz žgane opeke in asfalta - temeljeni sami in oboki in loki. Vzpon na najvišjo teraso je izdelan s stopniščem in poleg teh stopnic je vijak, preko katerega je bila speljana voda, ki je bila nenehno dovajana gor v vrt iz Evfrata, ki teče po sredi mesta; in vrt je na bregu reke". 
Filon iz Bizanca, "Paradoxographer" (pisal v 4. - 5. stoletju), katerega seznam sedmih čudes antičnega sveta uporabljamo še danes,  je bil zaslužen za naslednji opis:
Tako imenovani Viseči vrtovi imajo rastline nad zemljo in se gojijo v zraku, s koreninami dreves nad (normalno) obdelano zemljo, ki tvorijo streho. Štirje kamniti stebri so spodaj tako, da je celoten prostor skozi izrezljane stebre na umetnih tleh. Palme so na vrhu stebrov, druga poleg druge kot žarki in je ostalo zelo malo prostora vmes. Ta les ne gnije, za razliko od drugih, ko se namoči in pod pritiskom nabrekne in neguje rast iz korenin, saj vključuje v medprostor, kar je zasajeno z njo od zunaj. Mednje pa so posadili številne sorte dreves in vse vrste cvetočih rastlin, vsega skratka, da je najbolj veselo in prijetno za gledalca. Kraj se goji kot če bi bila (normalno) obdelana zemlja in rast novih poganjkov mora biti obrezana skoraj toliko kot v normalnem zemljišču. Te (umetne) njive so nad glavami tistih, ki se sprehajajo skozi stebre. Ko je zgornja površina pohojena, zemlja na strehi ostane trdna in nemotena tako kot (normalni) kraj z globoko zemljo. Vodovodi vsebujejo vodo, ki teče iz višjih mest; delno tok teče naravnost navzdol, nazaj gor pa so jo potiskali na silo s pomočjo vijaka, s pomočjo mehanskega pritiska so prisilili vrtenje spirale. Odvajali so jo v velike cisterne in jo v celoti rabili za zalivanje celega vrta, in zalivali korenine rastlin so njihovih globin in vzdrževali mokro obdelovalno zemljo, tako da je prav tako kot zimzeleni travnik in listi dreves so bili vedno rosni.  

## Študije in polemike
Obstaja nekaj polemik o tem ali so bili Viseči vrtovi dejanska gradnja ali le poetično ustvarjanje, zaradi pomanjkljive dokumentacije v babilonskih virih. Prav tako ne omenja Nebukadnezar žene Amyitis (ali katere koli druge žene), čeprav politična poroka pri Medijcih ali Perzijcih ne bi bile nič nenavadnega. Herodot, ko piše o Babilonu časovno najbližje Nebukadnezarju II., ne omenja Visečih vrtov v svoji zgodovini.
Do danes ni bilo arheoloških dokazov najdenih o babilonskih visečih vrtovih. Možno je, da obstajajo dokazi pod Evfratom, in ki jih trenutno ni mogoče varno izkopati. Reka je v času Nebukadnezarja II. tekla vzhodno od svojega trenutnega položaja in le malo je znanega o zahodnem delu Babilona.  Rollinger trdi, da je Berossus pripisal vrtove Nebukadnezarju iz političnih razlogov in da je sprejela legendo od drugod. 
Nedavna teorija pravi, da je Viseče vrtove Babilona dejansko zgradil asirski kralj Sanherib (vladal 704-681 pred našim štetjem) za svojo palačo v Ninivah. Stephanie Dalley predpostavlja, da so v vmesnih stoletjih dve mesti zamešali in so bili obsežni vrtovi v Senaheribovi palači, pripisani Nebukadnezar II. v Babilon.  Pred kratkim odkriti dokazi vključujejo izkop širokega sistema vodovodov, pripisanih Sanheribu, katere Dalley ocenjuje, da so del  80 km kanalov, jezov, vodovodi , ki so se uporabljali za prenos vode v Ninive s posebnimi vijaki, ki so se uporabljali za dvig vode na višjo stopnjo na vrtovih. 
Dalley utemeljuje svoje argumente o nedavnih dogodkih v dešifriranju sodobnih Akadskih napisov. Njene glavne točke so:
- Ime "Babilon", kar pomeni "vrata bogov" [15] je bilo uporabljeno za več mezopotamskih mest. [16]  Sanherib je preimenoval mestna vrata v Ninivah po bogovih [17], ki kažejo, da je želel svoje mesto, da ga je treba upoštevati kot "Babilon".
- Le Jožef Flavij imenuje Nebukadnezarja kot kralja, ki je gradil vrtove [18], vendar kljub temu, da je Nebukadnezar zapustil veliko napisov noben ne omenja nobenih vrtov. Diodor Sicilski in Quintus Curtius Rufus ga določita kot "sirski" kralj.
- V nasprotju Sanheribom levi pisni opis [19] in je arheološki dokaz njegovega vodnega inženirstva. [20] Njegov vnuk Asurbanipal je naslikal zrel vrt na dodelani stenski plošči v svoji palači. [21]
- Sanherib imenuje svojo novo palačo in vrt "čudež za vsa ljudstva". On opisuje izdelavo in delovanje vijaka za dvig vode v svojem vrtu. [22]
- Opisi klasičnih avtorjev so zelo podobni tem sodobnim zapisom. Pred bitko pri Gaugameli v letu 331 pred našim štetjem, Aleksander Veliki tabori štiri dni v bližini akvadukta pri Jerwanu. [23] Zgodovinarji, ki so potovali z njim, bi imeli dovolj časa, da raziščejo dela okoli njih, njihovo evidentiranje v grščini. Ti niso preživeli do naših časov, vendar so jih citirali kasnejši grški pisci.

## Viseči vrtovi v Ninivah ("drugi Babilon")
Kralj Sanherib je Viseče vrtove imenoval "čudo sveta", ne samo zaradi svoje lepote - celoletna oaza bujnega zelenja v prašni poletni pokrajini - ampak tudi zaradi čudovitega podviga vodnega inženirstva, ki vzdržuje vrt. 
Gradnja asirskih kraljevih vrtov je bila tradicija. Kralj Asurnasirpal II. (883-859 pred našim štetjem) je zapisal:
"Jaz izkopal kanal od (reke) Zgornji Zab, rezal skozi gore in jo imenoval Kanal obilja. Sem zalival travnike Tigrisa in posadil sadovnjake z vsemi vrstami sadnih dreves v okolici. Sem posadil semena in rastline, ki sem jih našel v državah, skozi katere sem korakal in v višavju, ki sem ga prekrižaril: borovce različnih vrst, ciprese in brinje različnih vrst, mandlje, dateljne, ebenovino, palisander, oljke, hrast, tamarisko, oreh, pistacije in jesen, jelko, granatno jabolko, hruške, kutine, fige, vinsko trto .... Vodni kanal udari od zgoraj na vrt; vonj preveva poti, potoki so tako številni kot zvezde na nebu vrtu v užitek .... Kot veverica vzamem sadje na vrtu dobrot ... "
Senaherib je le Mezopotamski kralj, ki je zapustil evidenco o svoji ljubezni do žene - ključni del romantične klasične zgodbe:
"In za Tashmetu-sharrat žensko palačo, mojo ljubljeno ženo, ki je dosegla značilnost  "ljubice bogov" nad vsemi drugimi ženskami, sem zgradil palačo ljubkosti, veselja in radosti..." 
Sanheribova palača je po velikosti primerljiva gradu Windsor v Angliji. Posebej omenja ogromne apnenčaste bloke, ki krepijo obrambo pred poplavami. Dele palače so izkopali Austin Henry Layard sredi 19. stoletja. Njegova načrt citadele kaže obrise, ki bi bili skladni s Sanheribovim vrtom, vendar njegov položaj ni bil potrjen. Na žalost je bilo območje uporabljano kot vojaška baza v zadnjem času, tako da jo je težko dodatno raziskati.
Dodelan stenski panel Asurbanipala prikazuje vrt v svoji zrelosti. Obstaja še en izvirni panel  in risba drugega  v Britanskem muzeju, čeprav ni javno razgrnjen. Številne lastnosti, ki jih klasični avtorji omenjajo, so opazne na teh sodobnih slikah. 
Namakanje takega vrta je zahtevalo nadgrajeno oskrbo z vodo v mestu Ninive. Kanali so se raztezali nad 50 km v gore. Sanherib je bil ponosen na tehnologijo in jo opisuje v nekaterih podrobnostih v svojih napisih. Na primer: 
Ob veliki vodi od Bavian (Khinnis)  njegov napis omenja avtomatske zapornice, vendar ne pove, kako so delale:
"Zapornico tega kanala odpre brez lopate in vam omogoča vodni tok:. odpiranje zapornice ni delo človeških rok, ampak po volji bogov." 
Ogromen vodovod, ki prečka dolino pri Jerwanu, je bil zgrajen z več kot 2 milijona obloženih kamnov. Uporabili so kamnite oboke in vodotesen cement.  Na nih piše:
"Senaherib kralj sveta, kralja Asirije. Čez velike razdalje sem pripeljal vodotok usmerjen v okolico Ninive, in ga spojil z vode .... Nad strme doline, sem napel akvadukt iz belega apnenca, Naredil sem to, da voda teče preko njega." 
On trdi, da je treba najprej uporabiti novo tehniko preoblikovanja v procesu  "izgubljeni vosek" za svoje monumentalne (30 ton) bronaste odlitke in opisuje izdelavo svojih vodnih vijakov:
" V nekdanjih časih so kralji, moji predniki, ustvarili bronaste kipe, ki posnemajo realne oblike življenja in jih postaviti na ogled v notranjosti templjev, vendar so pri njihovem načinu dela izčrpali vse obrtnike, zaradi pomanjkanja znanja in nerazumevanje načela, ki je potrebovalo toliko olja, vosek in loj za delo, da je povzročilo primanjkljaj v svojih državah - Jaz Sanherib, vodja vseh knezov, z znanjem za vse vrste dela, daje veliko nasvetov in globoke misli za vse vrste dela ... . Ustvaril sem glinene kalupe, kot za božansko inteligenco za jeklenke in vijake ... Da bi tekla voda ves dan, sem imel vrvi, bronaste žice in bronaste verige. In namesto lopat sem uporabil valje in vijake iz bakra nad cisternami .... Sem dvignil višino okolice palače, da bi ustvaril Čudo za vse narode ...Visok vrt s posnemanjem gore Amanus sem naredil ob njem, z vsemi vrstami aromatičnih rastlin, sadovnjak sadnih dreves, drevesa, ki bogatijo ne le gorsko državo, temveč tudi Kaldejo (Babilonijo), kot tudi drevesa, ki nosijo volno, zasajene v njem "
Sanherib bi lahko pripeljal vodo v svoj vrt na višjo raven, ker je izvirala iz gore. Nato je dvignil vodo še višje z razvijanjem svojega novega vijaka. To je pomenilo, da bi lahko zgradil vrt, ki bi rastel kvišku v nebo z velikimi drevesi na vrhu terase - omamni umetniški učinek, ki je presegel tiste od svojih predhodnikov in ki utemeljuje njegovo trditev, da je zgradil "Čudo za vsa ljudstva".